# しずてつジャストライン
しずてつジャストライン株式会社（英: Shizutetsu Justline Co., Ltd.）は、静鉄グループの傘下で、静岡県静岡市葵区に本社を置く乗合・貸切バス事業を営む企業である。
2019年（令和元年）5月1日に静鉄グループ全体で共通シンボルマークを使用開始して以降、一般路線バス事業において「静鉄バス」の呼称も使用している。
また、高速バスは「Shizutetsu Express（しずてつエクスプレス）」のブランドで展開が行われている。

2019年まで使用されていたロゴ

グループスローガンは「時の間、空の間、人の間を満たす企業 しずてつジャストライン」。また、広告、チラシなどには「しあわせの目的地へ」「たくさんのあなたを乗せて走りたい」が、高速バス用として「さあ、高速バスで行きましょう」「しあわせをのせて」というキャッチコピーも使われている。ジャストラインには、ジャストに正確にきっかりとライン・線・路線をお客さんにお届けできる・お届けしたいという意味や願いが込められている。

## 概要
1929年に発足した静岡鉄道自動車部を2002年に分社化し、発足。2008年に本社を現在地に移転。会社発足前の静岡鉄道自動車部に、既に、パサールカードを導入しており、会社発足後に、高速バス事業に参入するなどバスに関係する事業を拡大し、2012年、全車両に静岡鉄道しずてつカード事務局が、発行するLuLuCaカードを導入、2013年、全国相互利用交通系ICカードを導入。最近は、環境に優しい電気バスと水素バスの他に釣り銭式運賃箱を導入し、静岡都市圏で事業を展開しながら、静鉄グループ内での乗合バス事業の中心を担っている。

## 沿革
- 2002年（平成14年）
  - 5月1日 - 静岡鉄道自動車部を分社化するために静岡市葵区鷹匠一丁目14番10号 静鉄5号館へ会社を設立[9]。
  - 10月1日 - 静岡鉄道から自動車部の事業を譲受し、営業開始。
- 2005年（平成17年）
  - 7月23日 - 清水駅・静岡駅 - 中部国際空港間空港リムジンバス・中部国際空港線を運行開始。
- 2006年（平成18年）
  - 2月1日 - ジェイアールバス関東が高速バス「しみずライナー」を運行開始。この路線にしずてつジャストラインが協力し、バス停留所・折り返し待機場（折戸車庫）を提供、また清水側での発券業務も担当。
- 2007年（平成19年）5月16日 -「しみずライナー」のうち1往復への参入により、同社として初の高速バス運行を開始（空港リムジンバスを含めると2路線目）。
- 2008年（平成20年）
  - 9月1日 - 静岡成田空港線の運行開始。
  - 12月15日 - 新静岡センター再開発に伴い、本社事務所を静岡市葵区宮前町28番地へ移転。
- 2009年（平成21年）
  - 4月1日 - 再開発に伴う新静岡バスターミナルの閉鎖に伴い、一部路線のバス停が周辺道路に移設され、静岡駅を主なバスの起終点として暫定的に置き換え。
  - 6月4日 - 静岡空港開業に伴い、富士山静岡空港静岡線「静岡エアポートライナー」の運行開始。
  - 12月23日 - 静岡横浜線の運行開始。
- 2011年（平成23年）
  - 3月4日 - 静岡大阪線を阪急バスと共同で運行開始。
  - 10月11日 -「新静岡セノバ」完成に伴い、同施設内に再設置された新静岡バスターミナルの供用を再開。
- 2012年（平成24年）
  - 3月31日 - この日の運行便をもって、中部国際空港線の運行を休止。
  - 7月20日 - 山梨交通との共同運行による静岡甲府線の運行を22年ぶりに再開。
- 2013年（平成25年）3月23日 - LuLuCa・に加えて、PiTaPa・Suica・PASMO・Kitaca・TOICA・manaca[注釈 1]・ICOCA・はやかけん[注釈 1]・nimoca[注釈 1]・SUGOCA（交通系ICカード全国相互利用サービス）が利用できるようになる。
- 2014年（平成26年）3月1日 - LuLuCa（LuLuCaパサール・LuLuCaプラス）の電車・バス利用割引サービスを入金時のプレミアから乗車時のポイントに変更[注釈 2]。
- 2015年（平成27年）4月1日 - LuLuCaの電車・バス利用割引サービスの乗車時のポイントの内容を変更[注釈 3]。
- 2017年（平成29年）3月26日 - 西久保営業所を移転し、同時に清水地区の路線を再編。
- 2019年（令和元年）5月1日 - 静鉄グループ創立100周年を機にグループ共通シンボルマークを使用開始[4][5]。
- 2020年（令和2年）10月25日 - 相良営業所を移転。
- 2021年 (令和3年) 4月 LuLuCaの電車・バス利用割引サービスの乗車時のポイントの内容を変更[注釈 4][10][11]。
- 2022年（令和4年）
  - 3月24日 - 静岡市清水区鳥坂に安全研修センターを開設[12] 。
  - 7月31日 - パサールカードの取り扱いを終了。
- 2023年（令和5年）
  - 2月13日 - 県内初のEVバス（電気自動車）を1台導入、小鹿営業所で運行を開始[13]
  - 11月 - 県内初のFCバス（燃料電池自動車）を2台[要出典]導入[14]。
- 2024年(令和6年)
  - 2月16日 - 東急バスから連接バスを借り受け15日までの数日間静岡市内で試走を行い実際の運行環境を検証した[15]
- 2028年
  - 3月31日 全車両に釣り銭式運賃箱を導入予定[16]

## 歴史

### 創業期
2008年（平成20年）現在の静鉄バスの営業エリアにおけるバス事業は、1906年（明治39年）に静岡と江尻（清水）を結ぶ東海自動車（1918年（大正7年）に成立した東海自動車とは別）によるものが端緒である。しかし、この路線は1908年（明治41年）に大日本軌道による鷹匠町と江尻新道を結ぶ軌道線が開通すると廃業となった（現在の静岡市に於ける市内交通は現在の静岡鉄道静岡清水線に引き継いでいる）。このほか、1915年（大正4年）から1920年（大正9年）にかけて、静岡・清水・藤枝・菊川などで小規模なバス事業が開始されている。静岡市内で宮寺商会が開業した1922年（大正11年）頃からは利用者も増加、1926年（大正15年 - 昭和元年）までに数社が静岡市内で設立されたほか、藤枝・焼津・榛原地区でもバス事業が開始されている。
しかし、これらの路線バスは鉄道との競合となった。1919年（大正8年）に大日本軌道から軌道事業を引き継いだ駿遠電気は1923年（大正12年）に社名を静岡電気鉄道と改め、静岡市内・清水市内線や袋井と森を結ぶ秋葉線を開業するなど、鉄道事業を拡大していたが、それらの路線に並行する形で路線バスが運行されたため、鉄道からバスへの乗客の転移もみられた。自社鉄道防衛の見地からバス事業に進出しようとしたが、既に既存路線がある場合は運行の許可を得ることは出来なかった。このため、静岡電気鉄道では秋葉線の培養としてタクシーの営業を開始した後、1928年（昭和3年）に袋井と可睡を結ぶ季節運行のバス路線を開設した。これが静鉄バスの直接のルーツとなる路線である。その後、1929年（昭和4年）に宮寺自動車商会と森久自動車商会を買収し、静岡・清水近辺のバス路線を自社路線としたことで、本格的にバス事業に参入した。
一方、当時藤枝と相良を結んでいた藤相鉄道も、自社鉄道線擁護のためバス事業を開始することになり、1924年（大正13年）に藤枝自動車商会を買収したほか、袋井と横須賀を結んだ中遠鉄道も同様の理由でバス事業に参入し、袋井と池新田を結ぶ路線バスの運行を開始した。

### 自主統合から戦時統合へ
この時期、小規模なバス事業者同士の競合による疲弊が顕在化し、事業者の経営を圧迫したため、次第に有力事業者への統合が進むことになる。
静岡電気鉄道は1932年（昭和7年）に西駿自動車商会を買収したのを皮切りに、沿線の各事業者の買収を進めた。秋葉線と競合していた秋葉自動車商会も1935年（昭和10年）に買収されている。藤相鉄道も1928年（昭和3年）に川崎町の輪栄舎を買収したのを初めとして、1935年（昭和10年）までに沿線のバス事業者を買収し、自社のバス事業の拡張を行った。
並行して、路線の新設も盛んに行われた。静岡電気鉄道は1930年（昭和5年）には静清国道の開通を受けて路線を開設、その後山間部への路線も新設したほか、観光路線として日本平線の運行も開始した。藤相鉄道も同様に事業を拡大していったが、岡部と藤枝を結ぶ路線の新設時には両社競願となったため、最終的には銀行の仲介により、1935年（昭和10年）に共同出資の駿遠自動車を設立して運行を行っている。
静岡市内では1935年（昭和10年）に静岡自動車が営業を開始し、静岡市内線を中心に運行を行ったが、1936年（昭和11年）に静岡市会でバス事業の市営化が提言されたのを受け、静岡市は静岡自動車の買収を図った。これに対して、静岡自動車では将来性のある藁科線を静岡交通自動車（設立当初は静岡遊覧運輸）として分社化した。しかし、折りしも戦時体制に突入したことから市営バス化の論議は低調となり、1937年（昭和12年）に駿遠栄自動車が静岡自動車を買収することになり、同社は静岡乗合自動車と改称した。

静岡鉄道の社紋

戦時体制に入ると、各社とも不要不急路線の休止が行われるようになり、1941年（昭和16年）には鉄道並行路線も休止されるようになった。1941年（昭和16年）、静岡電気鉄道の社長に五島慶太が就任したが、五島は陸上交通事業調整法の主旨に基づき静岡県中央部の交通を統制すべく、バス事業者の統合に向けて合併交渉に回るようになった。統合そのものは戦時下の国策でもあることから合併交渉は進み、1943年（昭和18年）5月に静岡電気鉄道を主体として、藤相鉄道・中遠鉄道・静岡乗合自動車・静岡交通自動車が合併、社名も静岡鉄道に変更した。その後、バス専業事業者6社を1944年（昭和19年）1月までに合併、静岡県中央部のバス事業は大井川鉄道の営業エリアが一部に残る以外は静岡鉄道に統一されたのである。
しかし、合併後の社内組織の整理の前に静岡市内に空襲などが続き、静岡鉄道は大きな被害を受けた。終戦の時点で稼動可能なのは電車7台とバス20台強という有様で終戦を迎えることになる。

### 戦後から高度成長期まで
終戦後まもなく社長に就任した川井健太郎は、まず社内組織をまとめることから着手し、復興の基礎作りを優先した。郊外の営業所の車両を静岡市内に集めて静岡市内路線の運行を再開、1946年（昭和21年）からは新車のみならず米軍払い下げの車両などを導入することで、輸送力の復旧に尽力した。1948年（昭和23年）以降は増資のうえ新車の導入を拡大し、1949年（昭和24年）までには路線・車両ともほぼ合併当時の状況へ復旧を果たした。1950年（昭和25年）には静岡と相良を結ぶ直行便の運行を開始、既存路線の増強を行った。同年からは行楽客の増加傾向がみられたため、久能山と三保をめぐる定期観光バスの運行を開始した。
この頃から、静岡市の都市圏の拡大とともに周辺部の人口が急増したため、静岡市の郊外へ向かう路線の増強に着手した。また、長距離路線の展開もこの頃から始まり、1954年（昭和29年）には山梨交通との相互乗り入れにより静岡と甲府を結ぶ急行バスの運行を開始した。さらに1956年には富士山麓電気鉄道との相互乗り入れで静岡と沼津を結ぶ路線を開設、さらに1963年（昭和38年）には遠州鉄道・大井川鉄道との相互乗り入れにより静岡浜松線の運行を開始した。
この時期まで、静岡市内でのバス運行拠点は静岡駅であったが、1954年（昭和29年）から駅前広場改修工事が開始されると手狭になった上、鷹匠町の鉄道駅を新静岡駅として大改良することになったため、新たに新静岡をバス運行拠点とすることになり、1956年（昭和31年）に新静岡バスセンター（当時）の営業を開始し、静岡駅前は路上バス停となった。
1957年（昭和32年）には静岡国体が開催されたが、静鉄バスでは136台という当時としては大規模な車両増備を行い、国体輸送を完遂した。
この頃、静岡市では再び市営バス事業を画策、1956年（昭和31年）に4路線の免許申請を行った。これは静鉄バスの空白地帯への路線ではあったが、静鉄バスでも同様の申請を行っていたことから競願となった。戦前に引き続き市営バスの運行が計画されたのは、この時の市長が戦時中に合併した5社のうちの1社で経営者を務めており、バス事業への意欲が強かったためとされている。1957年（昭和32年）までに公聴会も行われたが、静岡市の計画にやや無理があったこと、静岡国体の輸送を完遂した実績から、1958年（昭和33年）に静岡市の申請は全て却下された。

### モータリゼーションと高速道路時代
一方、鉄軌道部門では市内線やローカル路線はモータリゼーションの進展と共にその存在意義が薄れてゆくことになった。1962年（昭和37年）9月には静岡市内線と秋葉線が、1964年（昭和39年）から1970年（昭和45年）にかけては駿遠線が段階的に廃止された。いずれの路線も廃止後は静鉄バスが代替輸送を行うことになった。
静鉄バス自身もモータリゼーションの影響で利用者の増加が鈍化しつつあり、一方で経費の上昇が続いたことから、合理化が必要となった。このため、まずワンマン化を開始することになり、1962年（昭和37年）11月から静岡市内の路線でワンマンバスの運行が開始された。1967年（昭和42年）からは前年に開発された整理券方式の採用により、郊外線でもワンマン化が進められることになり、さらに1975年（昭和50年）には後方監視用カメラの採用に伴い誘導員なしでもバスを後退させることが可能になったため、1986年（昭和61年）までにワンマン化はほぼ終了となった。1966年（昭和41年）には新静岡バスセンターがターミナルビルの建設と同時に全面改良されることになり、1970年（昭和45年）に完成、路線バスは全て新静岡を起終点とすることになった。
一方、1964年（昭和39年）に東海道新幹線が開業すると、観光客の増加が見られるようになったため、日本平パークウェイを経由して静岡駅と日本平を直行する路線を開設、また御前崎への定期観光バスの運行も1968年（昭和43年）に開始した。さらに1969年（昭和44年）に東名高速道路が開通すると、高速道路を経由する路線バスも運行されるようになった。静鉄バスでは沿線事業者として東名急行バスに出資したほか、1969年（昭和44年）には静岡浜松線を東名高速道路経由に変更、1970年（昭和45年）には静岡沼津線と静岡御前崎線も東名高速道路経由に変更した。また、観光客の増加と高速道路の開通によって貸切バス需要が大幅に増加した上、1970年（昭和45年）には大阪で万国博覧会が開催されたため、貸切バス部門は大きく収益を伸ばした。営業力の強化のため、1969年（昭和44年）には静岡観光バスを設立している。

### 利用者減とバス事業再編、高速バスの再開と拡大
1970年（昭和45年）以降は、バス利用者は日本全国的に減少傾向となり、バス事業者の経営を圧迫していった。静鉄バスも例外ではなかったが、静岡・清水の都市機能が拡大していたことから、大幅な利用者減はみられず、むしろ路線の増強も行われていた。この頃から、サービス面についても充実を図る傾向となった。1975年（昭和50年）には清水市内線が廃止になったが、代替路線ではバス優先レーンの整備が行われた。また、静岡市内のバス停で電照式のバス停ポールと上屋の設置を進めたほか、1977年（昭和52年）からはバス車両の冷房化が開始された。冷房化については車両改造も含めて順次進められたが、静鉄バスの当時の車両使用年数が長い（約18年）ことから、完全冷房化は1993年（平成5年）までずれ込むことになる。また、イメージチェンジを図り、1980年（昭和55年）より路線バス車両をアイボリー地に赤帯の塗装デザインに変更した。
1983年（昭和58年）には静岡駅前広場が整備され、駅前バスターミナルも整備されたことから、再び静岡市内での経路変更が行われ、全路線が静岡駅と新静岡を経由するようになったほか、市内線は静岡駅・新静岡を途中停留所とする路線体系に変更された。1987年（昭和62年）にはバスロケーションシステムを導入、さらに1987年（昭和62年）には一部路線で都市新バスシステムが導入された。1990年（平成2年）にはバス停留所近くに駐輪場を設置する「サイクル&バスライド」を導入した他、1994年（平成6年）には鉄道との共通プリペイド式磁気乗車カードとしてパサールカードを導入した。
貸切バスについては、1990年（平成2年）に営業形態の異なる中小型バスについては静鉄小型バスとして分離したほか、1981年（昭和56年）より傘下に入っていた清水交通と静岡観光バスを2000年（平成12年）に合併し、しずてつジョイステップバスを設立し、静鉄小型バスが、しずてつジョイステップバスを吸収合併し、静鉄ジョイステップバスになった。
一方、長距離路線は順次縮小された。静岡甲府線は山梨交通が撤退したあとも運行が続けられ、1988年（昭和63年）にはNHK大河ドラマ「武田信玄」放送にあわせて増発もされたが、1990年（平成2年）に休止となった。高速道路経由の東名静岡浜松線も1994年（平成6年）に廃止され、このあとしばらくは御前崎方面以外の高速バス展開は途絶えることになる。
また、ローカル路線対策として、末端区間を貸切代替バスへ切り替える方策を採ったほか、1988年（昭和63年）に掛川地区での大井川鉄道バスの撤退の受け皿として掛川バスサービスを設立した。1996年（平成8年）には秋葉地区の静鉄バス路線を秋葉バスサービスとして分社化している。さらに、2002年（平成14年）からはバス事業全てを分離し、しずてつジャストラインとして独立させ、定期観光バス以外の観光バスについては静鉄ジョイステップバスにほぼ全て移行させることになった。
2005年（平成17年）からは中部国際空港へのリムジンバス運行によって長距離高速バス運行を再開（同路線は2012年（平成24年）3月末日で休止）、さらに2007年（平成19年）からは東京へ直行する高速バス路線の運行を開始した。同年に新宿への路線も開設されているほか、2008年（平成20年）からは成田国際空港へのリムジンバス運行も開始している。
2011年（平成23年）には、京都・大阪への夜行高速バス路線を開設した。また10月11日には、2009年（平成21年）4月1日から行われていた新静岡再開発事業の竣工による「新静岡セノバ」のオープンに伴い、新静岡バスターミナルの供用を2年半ぶりに再開した。

## 営業所

### 現行営業所
中扉の横（トップドア車は前扉の後ろ）・車両後部に、その車両の所属営業所を示す動物などのステッカーがペットマークとして貼られている（同様の取り組みは仙台市営バスなどに見られる）。浜岡営業所の所属車両は浜松ナンバー、それ以外の所属車両は静岡ナンバーとなっている。
| 名称   | 所在地                      | ペットマーク |
| ------ | --------------------------- | ------------ |
| 西久保 | 静岡市清水区高橋町2187-6    | パルちゃん   |
| 鳥坂   | 静岡市清水区鳥坂1292        | ウサギ       |
| 小鹿   | 静岡市駿河区小鹿二丁目25-27 | シカ         |
| 唐瀬   | 静岡市葵区岳美12-57         | コアラ       |
| 丸子   | 静岡市駿河区丸子四丁目2-60  | キリン       |
| 岡部   | 藤枝市岡部町内谷700-1       | サル         |
| 相良   | 牧之原市菅ヶ谷1026-1        | カモメ       |
| 浜岡   | 御前崎市池新田3961-6        | アカウミガメ |

### 廃止された営業所
| 名称 | 所在地     | 廃止時期           | 備考                 |
| ---- | ---------- | ------------------ | -------------------- |
| 焼津 | 焼津市塩津 | 2006年（平成18年） | 岡部営業所に移転統合 |
| 藤枝 | 藤枝市大手 | 2006年（平成18年） | 岡部営業所に移転統合 |

#### 静岡鉄道自動車部時代に廃止された営業所
| 名称       | 所在地       | 廃止時期                               | 移管先                                                                |
| ---------- | ------------ | -------------------------------------- | --------------------------------------------------------------------- |
| 静岡       | 静岡市鷹匠町 | 1958年（昭和33年）                     | 静岡第一、第二、清水の各営業区を営業所に改組                          |
| 静岡第一   | 静岡市鷹匠町 | 1963年（昭和38年）                     | 静岡丸子、静岡小鹿、静岡国吉田に移管                                  |
| 静岡第二   | 静岡市国吉田 | 1963年（昭和38年）                     | 静岡国吉田営業所に改組                                                |
| 静岡観光   | 静岡市東町   | 1960年代後半                           | 静岡丸子に移管                                                        |
| 吉原       | 富士市吉原   | 1999年（平成11年）                     | 観光営業所 西久保営業所に統合                                         |
| 清水       | 清水市大和町 | 1964年（昭和39年）                     | 清水西久保営業所と清水折戸営業所に分離                                |
| 清水折戸   | 清水市折戸   | 2001年（平成13年）頃                   | 現・西久保営業所折戸車庫                                              |
| 静岡国吉田 | 静岡市国吉田 | 1989年（平成元年）                     | 鳥坂営業所、唐瀬営業所、小鹿営業所に移管                              |
| 島田       | 島田市若松町 | 1996年（平成8年）頃 2001年（平成13年） | 藤枝営業所島田支所 車庫廃止 相良営業所向谷車庫                        |
| 榛原       | 榛原町静波   | 1999年（平成11年）頃                   | 現・相良営業所榛原支所                                                |
| 菊川       | 菊川町本所   | 1987年（昭和62年） 1990年（平成2年）   | 浜岡営業所菊川車庫 車庫廃止                                           |
| 掛川       | 掛川市葛川   | 1990年（平成2年） 2002年（平成14年）   | 掛川バスサービス、袋井営業所掛川車庫 静鉄ジョイステップバス掛川営業所 |
| 袋井       | 袋井市三門町 | 1996年（平成8年）                      | 秋葉バスサービス、浜岡営業所に移管                                    |
| 森町       | 森町         | 1996年（平成8年）                      | 袋井営業所森町支所、秋葉バスサービス                                  |

## 乗合（路線）バス事業
- 路線バスおよび受託自主運行バスは、静岡市（旧由比町・旧蒲原町を除く）、焼津市、藤枝市、島田市、牧之原市、御前崎市、菊川市、掛川市、榛原郡吉田町の8市1町で運行している。
- 静岡市内発着となる路線には路線名とともに方向幕等に番号も併記されているが、西久保営業所管内とそれ以外では性格が異なっている。
  - 西久保営業所以外:性格的には系統番号というより行き先番号である。したがって多くの路線の復路の行き先となる「JR静岡駅」「新静岡バスターミナル」を表示する場合には、北街道線（清水駅～静岡駅、65）を除き番号は表示されない。
  - 西久保営業所管轄:清水駅を起点に路線ごと両方向に系統番号が振られている。例外的に庵原線は行き先別に、循環系統である梅ヶ谷蜂ヶ谷線は方向ごとに番号が振られている。また、一部の時間帯に設定されている、清水駅を跨いで運行する便は清水駅で番号を変えて運行される。
- しずてつジャストラインでは2005年より運行中のアイドリングストップ運動を本格開始[20]。一部他事業者[注釈 6]ですでに実施しているアイドリングストップ連動BGMを2008年12月24日より順次導入[21][22][23]、2009年3月までに導入対象全車両へのBGM機能の導入を完了した。
- 静鉄バス+日本平ロープウェイ+久能山東照宮がセットになっているデジタル乗車券の販売も開始しており、「RYDE PASS」アプリで購入可能となっている。

## 高速乗合バス事業

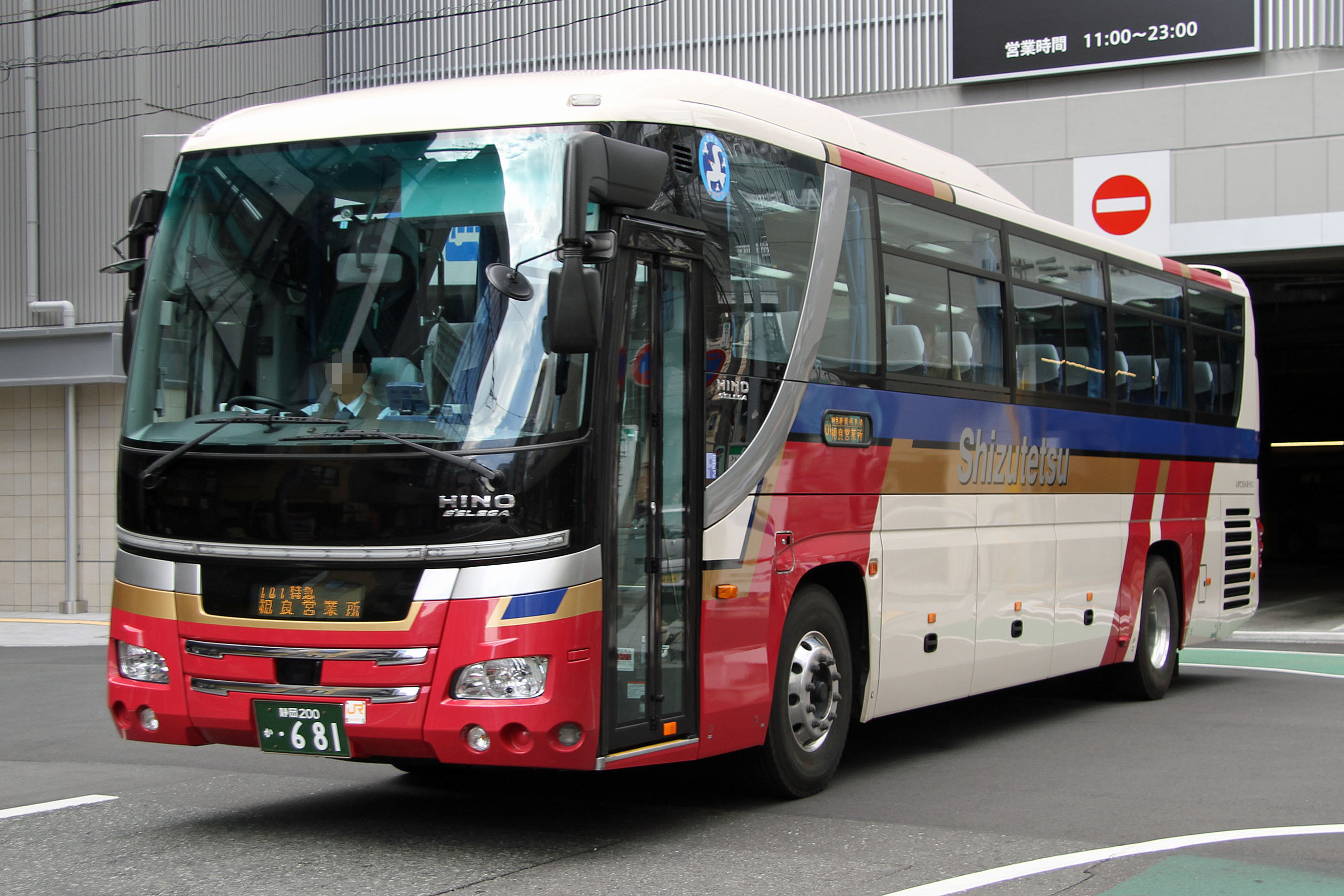
高速バス「特急静岡相良線」

東名静岡浜松線から撤退してから十数年ほどの間は、自社の営業エリア内で路線が完結する特急静岡相良線（当時の路線名・系統は「特急静岡御前崎線」）を除き、高速バス事業を一切行っていなかった。しかし、2005年（平成17年）の中部国際空港線の運行開始から本格的に再開（前述の通り休止）。東京方面への高速バスは「しみずライナー号」（冒頭写真）に2007年（平成19年）5月から参入し、翌6月には新宿とを結ぶ「駿府ライナー号」を運行開始した。夜行路線は2008年（平成20年）9月1日から運行開始した静岡成田空港線が初めてである。特記のない路線は単独運行である。

### 県内特急便
路線の詳細は、当該記事および公式サイトも参照。
特急静岡相良線
- 新静岡 - 静岡駅前 - 静岡インター入口 - 東名焼津西 - 東名大井川 - 吉田インター入口 - 吉田町・牧之原市各地 - 相良営業所-浜岡営業所
  - 相良・浜岡・鳥坂・丸子営業所の共管。乗車にあたっての便・座席の予約などは不要（先着順乗車制のため、予約などは取扱わない。富士山静岡空港静岡線も同様）。一部の乗車券類などに付された例外的な条件（東名ハイウェイバスと静岡IC - 吉田IC間で同一運賃による同一サービスを行うため）を除き、区間利用も取り扱う。
  - かつては特急静岡御前崎線として、相良営業所より先の御前埼灯台や町立浜岡病院（系統廃止当時。現・御前崎市立御前崎総合病院）までも運行していた。

富士山静岡空港静岡線
- 新静岡 - 静岡駅前 - 静岡インター入口 - 東名焼津西 - 東名大井川 - 吉田インター入口 - 井口堺 - 静岡空港
  - 相良・浜岡・鳥坂・丸子営業所の共管。
  - 静岡空港行きは途中バス停での乗降可能。
  - 静岡駅・新静岡行きは途中バス停は、降車のみのクローズドア制 方向幕は「Airport limousine」

### 県外高速線
詳細は各路線の該当記事も参照。
東京清水線「しみずライナー」

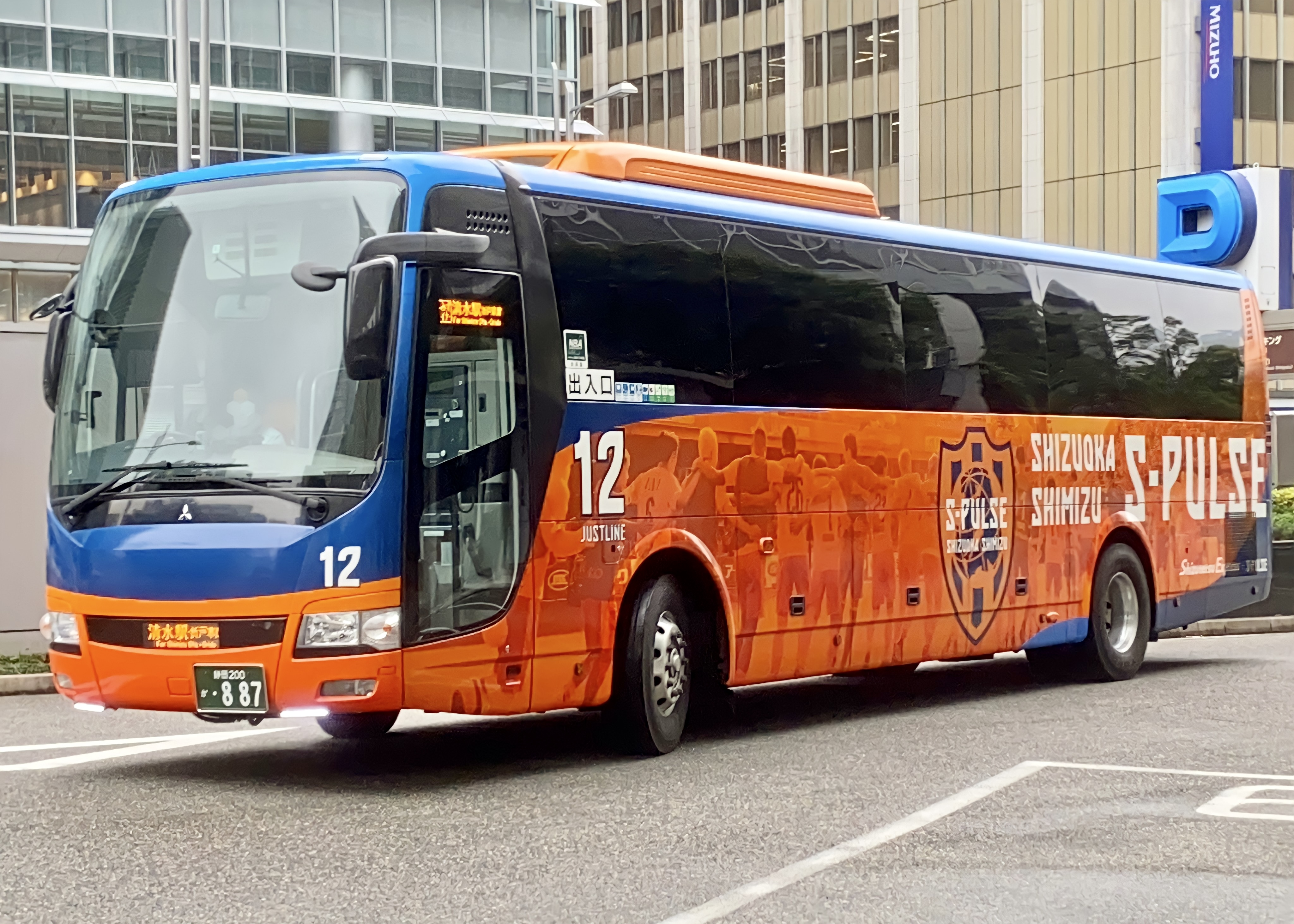
しみずライナーとなる清水エスパルスラッピング車

- 折戸車庫 ---- 新清水 - 清水駅前 - 永楽町 ---- 東名江田・霞ヶ関（上り便のみ）・東京駅
  - 西久保営業所が担当。（JRバス関東との共同運行）

静岡新宿線（旧「駿府ライナー」）

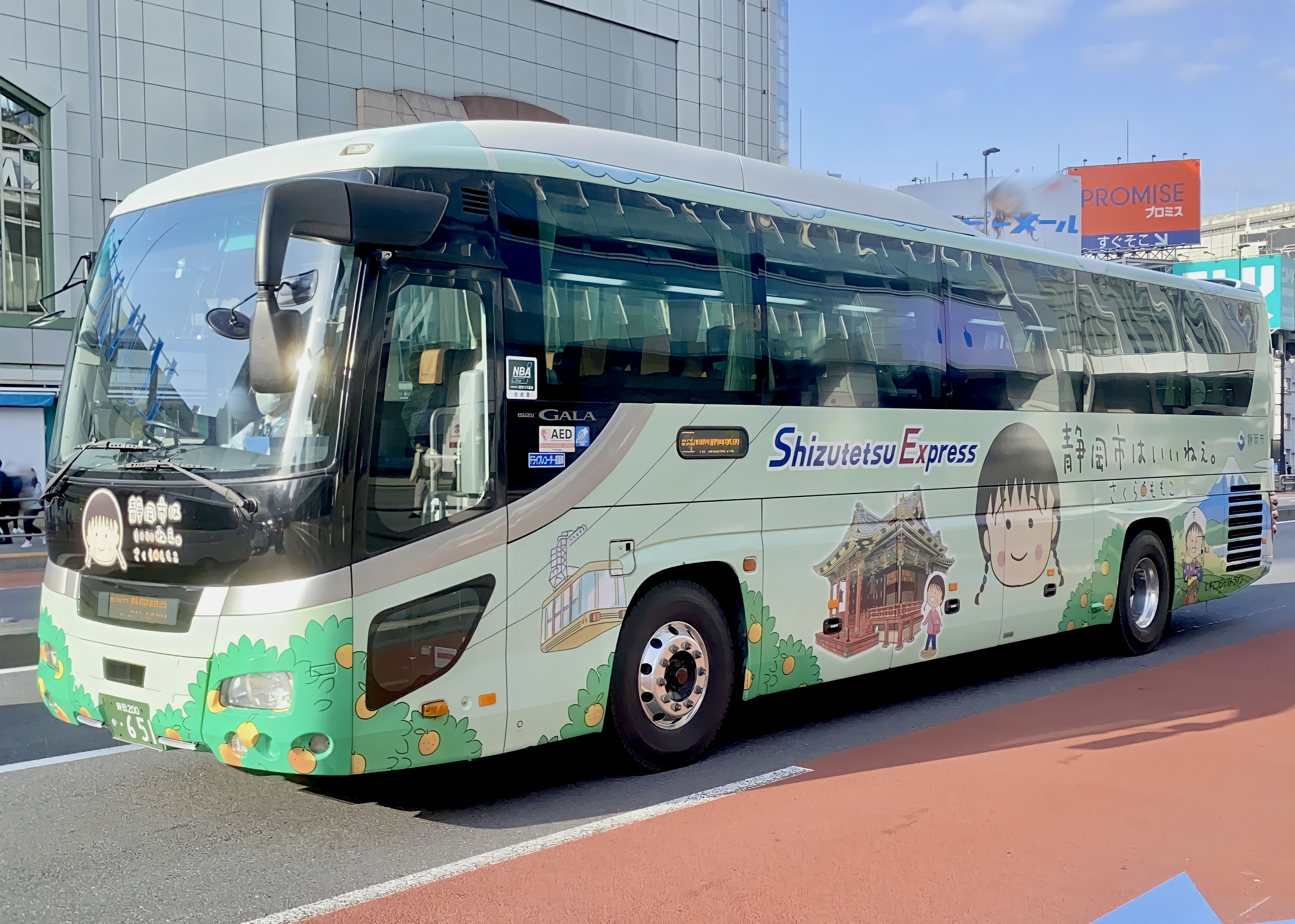
新宿静岡線となるさくらももこデザインバス

- 新静岡バスターミナル - 静岡駅前（この路線に限り静岡駅北口13番のりば発着）-新静岡市内北街道沿線各地 ---- バスタ新宿（新宿駅南口）
  - 鳥坂営業所、丸子営業所が担当（JRバス関東・京王バス・JR東海バスとの共同運行）。
  - 2022年2月1日より京王バスとJR東海バスも、旧駿府ライナーの北街道経由の便も担当。

静岡成田空港線
- 静岡駅前 - 新静岡 - 静岡市内北街道沿線各地 ---- 成田空港
  - 丸子営業所が担当。運行開始当初は新静岡発着で、京成バスとの共同運行であったが、ほどなく同社便としては撤退。引き続き同社による着地での運行支援は継続中。現在は夏休みや年末年始などの季節運行。
  - 2017年夏の運行から担当営業所が丸子営業所に代わり、相良営業所～静岡駅前が廃止になった。丸子担当になってからは4列シート車が充当していたが、西久保から京都大阪ライナー用の車両1台を移籍させ、以後専用車としている。

静岡横浜線「横浜ライナー」
- 静岡駅前 - 新静岡 - 静岡市内各バス停 ---- YCAT - みなとみらい - 元町・中華街（横浜人形の家）- 羽田エアポートガーデン
  - 鳥坂・丸子営業所が担当
  - 2019年冬〜2020年春までは静鉄ジョイステップバスに一部の運行を委託していた。。

静岡大阪線「京都大阪ライナー」
- 清水駅前 - 静岡市内北街道沿線各地 - 静岡駅前・新静岡 - 静岡インター入口 - 東名焼津西 - 東名大井川 - 東名吉田 ---- 京都駅前（新阪急ホテル前） - 大阪（阪急梅田） - ユニバーサル・スタジオ・ジャパン
  - 西久保営業所が担当。

静岡甲府線（土・日曜、祝日のみ運行）
- 静岡駅前 - 新静岡 - 三松 - 沓谷 -身延営業所前 - 甲府近郊主要バス停 - 甲府駅 - 竜王駅
  - 鳥坂営業所が担当（山梨交通と共同運行）。
  - 運行開始より新清水ICより国道52号を北上するルートをとっていたが、2019年06月29日より新清水JCTから富沢IC間は中部横断自動車道経由となった。
  - 2021年8月29日午後発便（静岡・甲府共に）より、中部横断自動車道が全線開通[24]によりダイヤ・一部停留所変更の上、運行再開と発表[25][26]。従来の身延町での乗降扱いは身延（隧道北口）から身延営業所前に変更された。

#### 東京ディズニーランド線
- 藤枝駅南口 - 焼津駅南口 - 静岡大学 - 中田三丁目 - 静岡駅前 - 新静岡 - 東静岡駅北口 - 草薙駅北口 - 清水駅前 - 永楽町 ---- YCAT - 東京ディズニーランド - 東京ディズニーシー
  - 岡部営業所が担当

藤枝渋谷線（渋谷ライナー）
- 藤枝駅南口 - 仮宿 - 渋谷駅（渋谷マークシティ）
  - 相良営業所が担当（東急トランセと共同運行、24年5月までは相良営業所バス停からの運行だった。）

### 期間限定運行
多摩ライナー
- 岡部営業所 - 丸子営業所 - 静岡駅南口 - 永楽町 - 京王堀之内駅 - 大塚帝京大学前駅 - 多摩センター駅 - サンリオピューロランド
  - 2010年12月11日～2011年1月30日までの土日祝日（1月1日、2日を除く）のみ運行。
  - 丸子営業所所属の貸切車両（KL-RU1FSEA）で運行。

### 静岡鉄道時代に運行されていた高速バス・長距離バス
- 国道本線
- 海岸本線、急行海岸本線
- 急行静岡甲府線、特急信玄号 甲府線（特急）
- 東名静岡浜松線
- 東名静岡沼津線（特急）

## 車両
三菱ふそう、いすゞ、日産ディーゼル（当時、現「UDトラックス」）、日野自動車の全4メーカーの車両が導入されている。県内では自動車NOx・PM法の規制を受けないことから車両の使用年数は長く、昭和時代に導入された車両が2015年（平成27年）まで在籍するなど、平均車齢は高い。静岡鉄道直営時代には経年車置き換えのために神戸市営バスから三菱車、大阪市営バスからいすゞ車、日野車がそれぞれ導入されたこともあった。このバスの車体は、東日本では珍しい西日本車体工業の66MC架装車が転入して来ている。同形の新車は京成自動車工業の66MCが架装された車輌が購入されて在籍実績が有る。
1969年（昭和44年）からの東京急行電鉄㈱の系列会社の時代は東急バスと帯の色を変えたのみの同じ塗り分けで銀色に青い帯が入った塗色で親しまれてきたが、1980年（昭和55年）以降は前扉と後扉の位置を視覚的にイメージさせるクリーム色+マゼンタの塗色となっている。ワンステップ・ノンステップ車はクリーム色にマゼンタ・青、岡部営業所の元藤枝営業所所属であった一部車両は薄紫（藤色）、掛川バスサービスは黄色、秋葉バスサービスはやや薄い緑で、共に四角形を組み合わせた塗色となり、以後の標準色となっている。
静岡市がオムニバスタウンに指定されたことを受け、2001年（平成13年）にCNGノンステップバスが1台、唐瀬営業所に導入された。
2015年9月12日、2019年に静鉄グループが創立100周年・バス事業が90周年を迎えるのを記念して、昭和20～40年代に使用された"近距離路線バス"（ダークグリーン）と"貸切および遠距離路線バス"（ローズピンク）の復刻カラーリング車両を導入。これを皮切りに、前述の"銀バス"や"赤バス"の復刻カラーリング車両も導入された。2023年現在では新車のほとんどが"赤バス"復刻塗装での導入となっている。
2016年前期式の一部、2016年後期以降導入の路線バス全車(自主運行専属車両など一部を除く)にUSBコネクタが設置されている。
2022年に電気バスを導入し、江蘇常隆客車（アルファバス）が製造した大型バス1台の運行を2月13日に開始した。

### 県内特急用車両
県内特急用車両は貸切用車両と同じクリーム色にマゼンダ・青・金を使用した塗装を採用している。2000年代末までは貸切用途からの転用がたびたび行われていたが、現在は全車両が新車で導入されており、転用車は廃車や貸切への再転用が進み残り1台(丸子436号車)となっている。
一般路線車と同じように、ラッピング広告が実施されている車両も存在する。
相良営業所・浜岡営業所には予備車として高速兼用車(ワンロマ車)が2台ずつ配置され、東名高速道路の渋滞時などに充当されることがあったが、相良営業所配置の車両は2020年冬に廃車され、浜岡営業所配置の車両も特定輸送やイベント時の臨時輸送に充当されるようになった。
2019年9月に特急静岡相良線と静岡空港線に、64人乗り大型バス（三菱ふそう・エアロエース）を導入した。

### 県外高速用車両
貸切塗装を採用していた県内特急用とは異なり、同じ色を使いつつも曲線パターンを多く配した専用塗装を採用している。但し、貸切用途から転用され、県内特急用として使用されていた静岡甲府線の車両(廃車済)は新貸切塗装をそのまま使用していた。
2018年に導入された高速路線用の丸子935・西久保936号車（共に三菱ふそう・エアロエース）より、"Shizutetsu Express"の表記は静鉄エクスプレスの新ロゴに変更され、順次既存の車両も変更がなされた。
鳥坂営業所所属の887号車(三菱ふそう・エアロエース)及び西久保営業所所属の793号車(日野・セレガ)は、静岡市清水区に本拠地を置くサッカーチームである清水エスパルスのラッピング車両となっており、清水エスパルスのロゴや選手等が車体に大きく描かれている。また、後面にはスポンサーを表す12番の背番号が表記されている。
夜行である静岡大阪線用に中央トイレ・独立3列シートを備えた専用車両(西久保653号車・丸子654号車・西久保803号車・西久保936号車)が用意されている。
2015年に阪急バスが静岡大阪線の運行から撤退した際、その補填として西久保営業所に803号車(三菱ふそう・エアロエース)が転入した。
かつてはしずてつジョイステップにも運行を委託していたことがあり、専用車も移籍していたが、新型コロナウイルス感染拡大に伴って県外高速線が全便運休されたことに伴い、廃車された。
県外高速に充当される車両に貼られている営業所ステッカーには路線車に「しずてつ」とある場所に「こうそくたい(高速隊)」と書かれている。
現在は西久保営業所に8台、鳥坂営業所に4台、丸子営業所に8台、岡部営業所に3台、相良営業所に3台、専用車が配置されている。

### 貸切車
静岡鉄道直営時代は各営業所に満遍なく貸切車が配置されていたが、分社化後はしずてつジョイステップに大半の貸切業務を移管したため、現在は特定輸送を主としている。
特定輸送には引退した相良特急車や一般路線車を転用した車両が多く使用されている。また、中型車は全てしずてつジョイステップから移籍した車両である。
2022年現在、大型車20台、中型車9台、小型車2台の計31台が在籍している。

### 教習車
乗務員研修用に教習車を複数台保有している。
教習車は丸子営業所併設の訓練センターに配置されていたが、2023年現在は全車が鳥坂営業所近くの安全研修センターに配置されている。

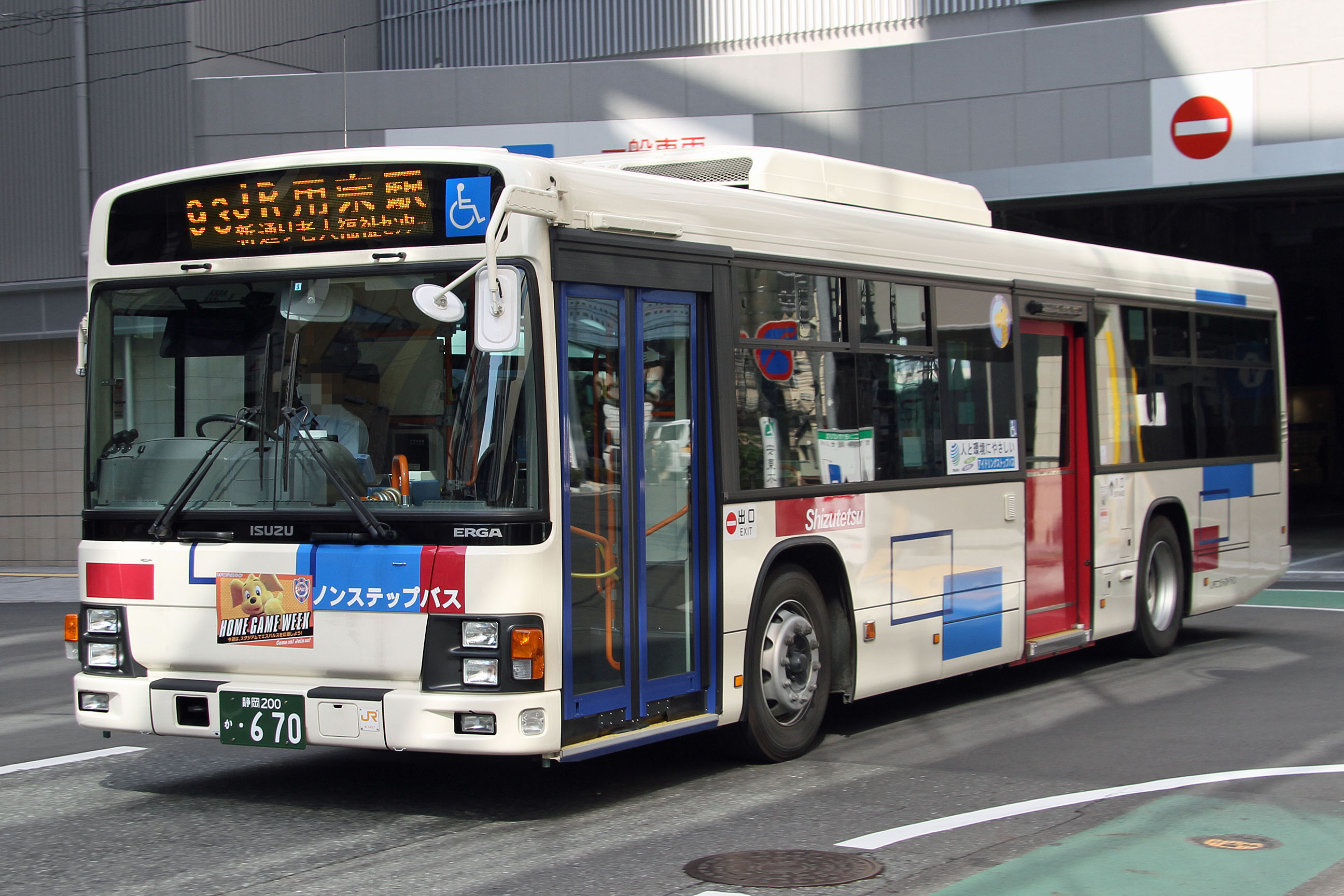
同社標準である塗装パターンの路線車(いすゞ・エルガ)。
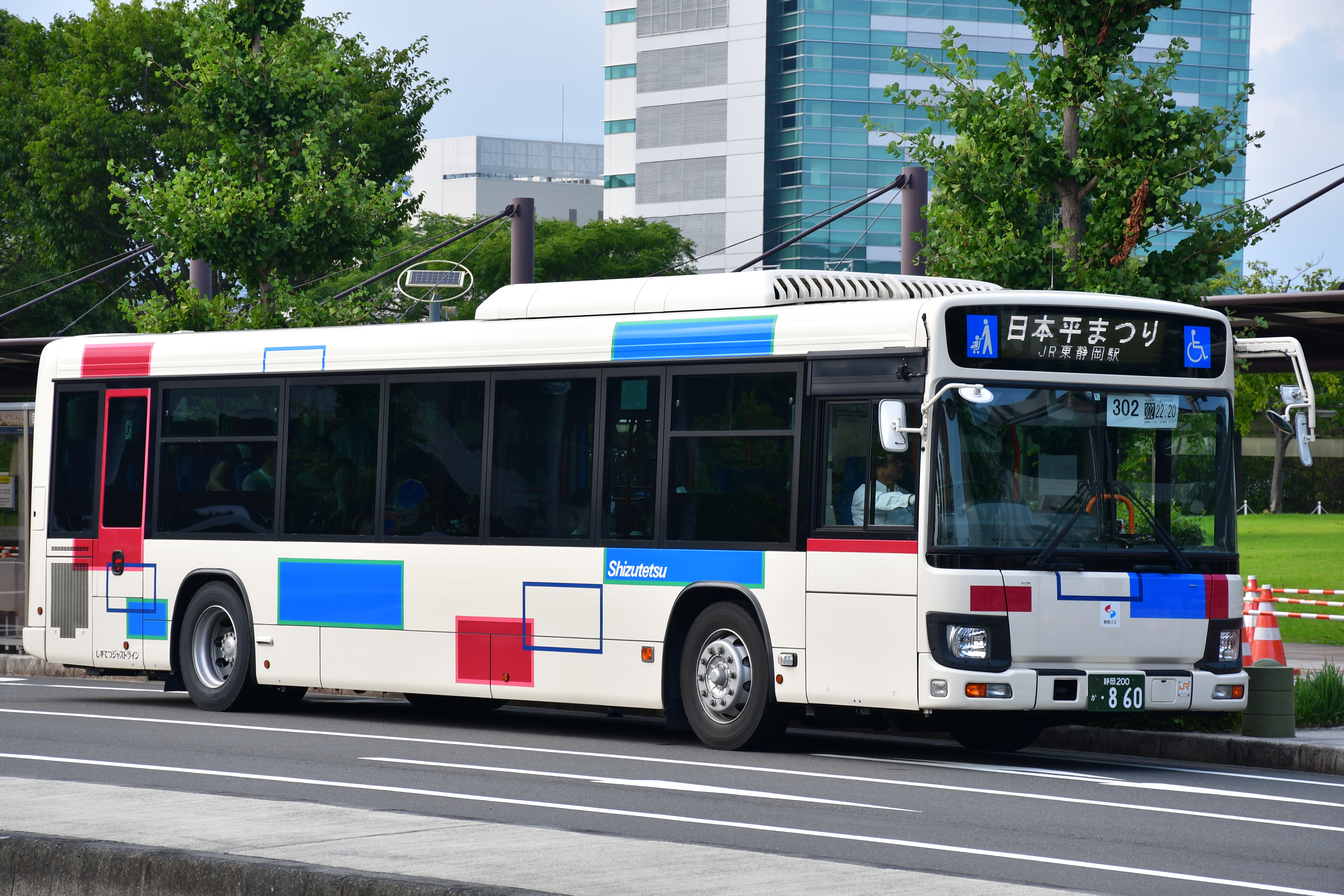
2016年に導入されたいすゞ・エルガ。方向幕はフルカラーLEDを採用した。
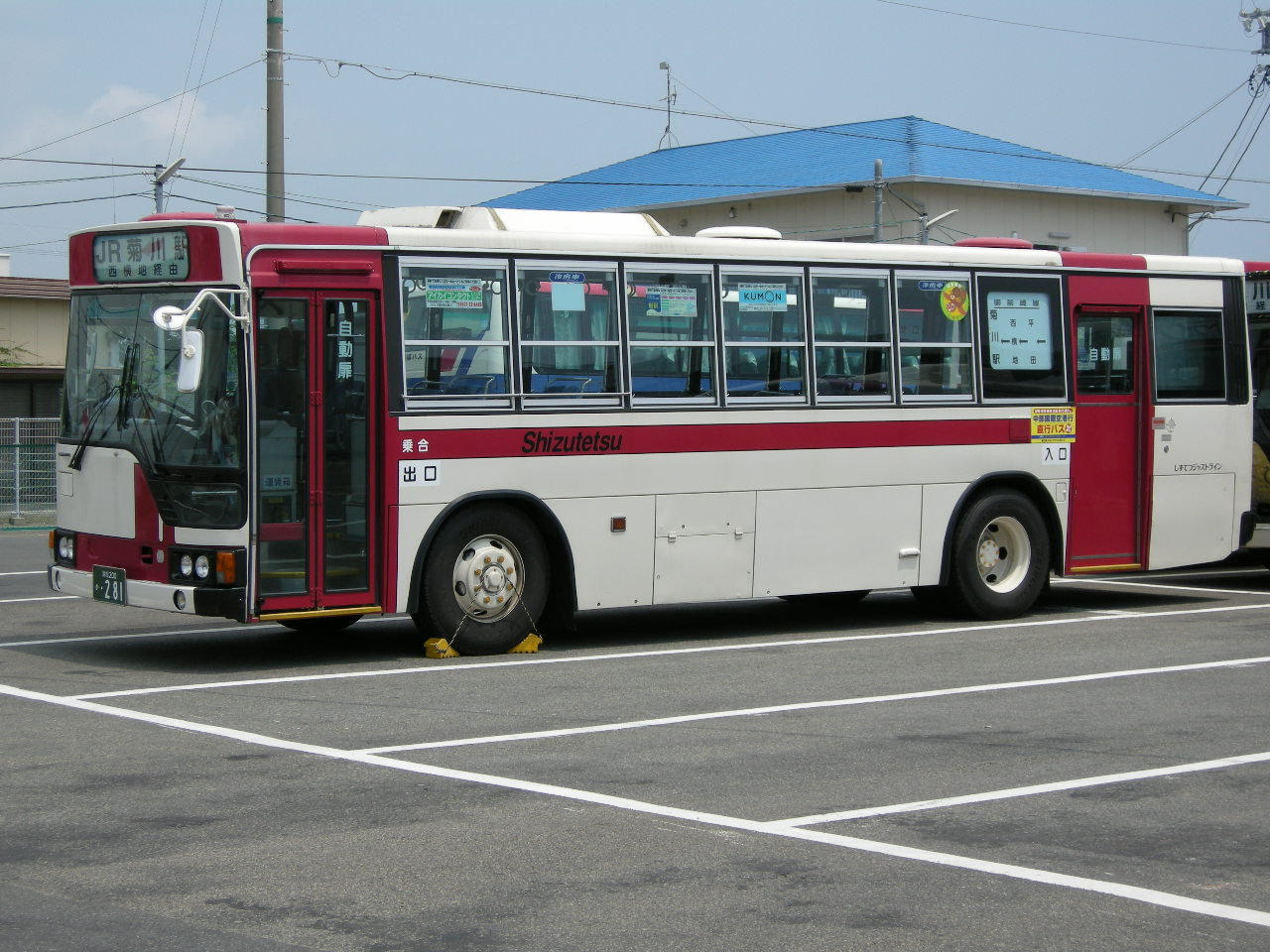
ツーステップ車(三菱ふそう・エアロスター)。写真の車両は神戸市営より移籍したもの。
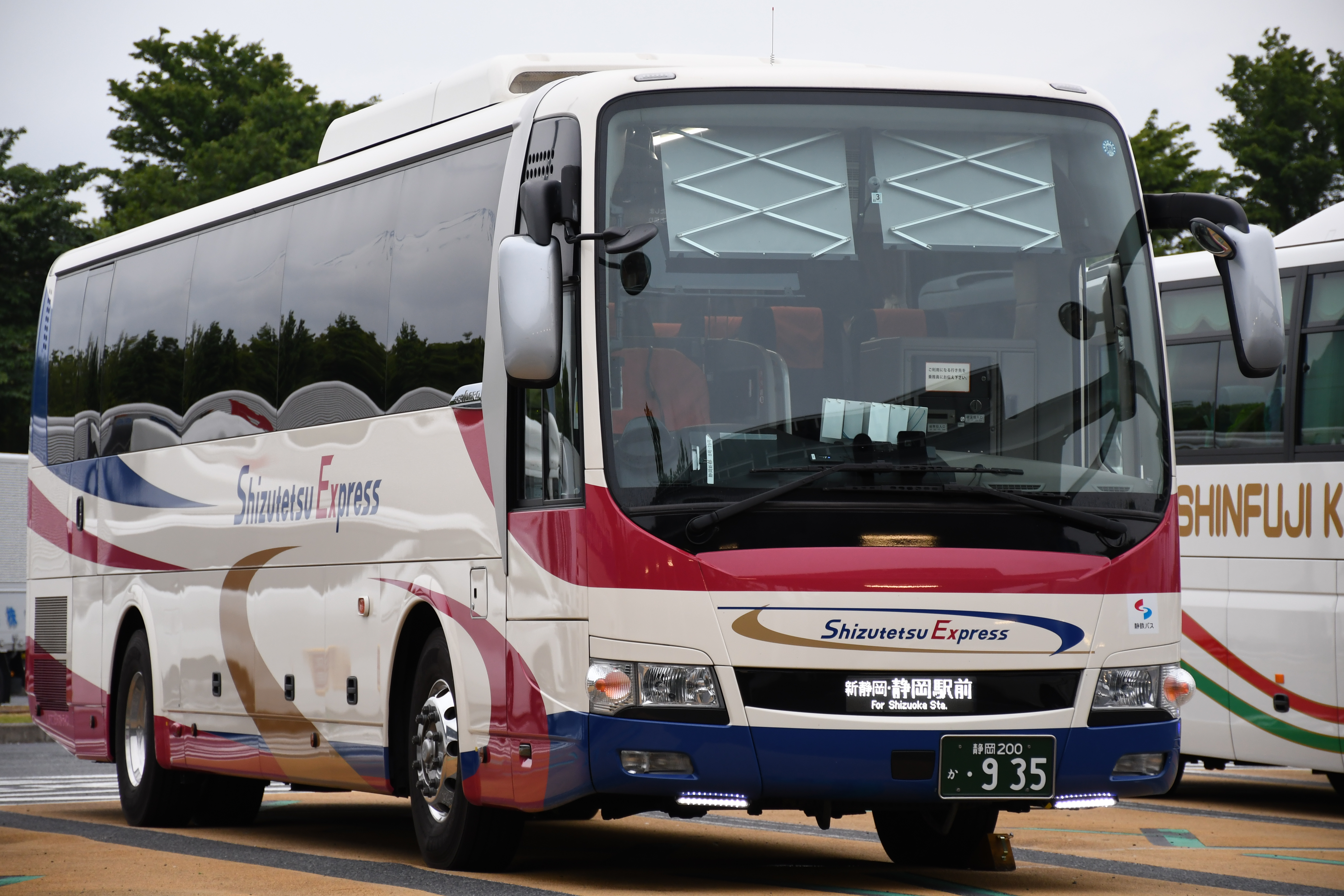
県外高速路線車(三菱ふそう・エアロエース)。2018年式以降の車両は静鉄エクスプレスの新ロゴを採用している。
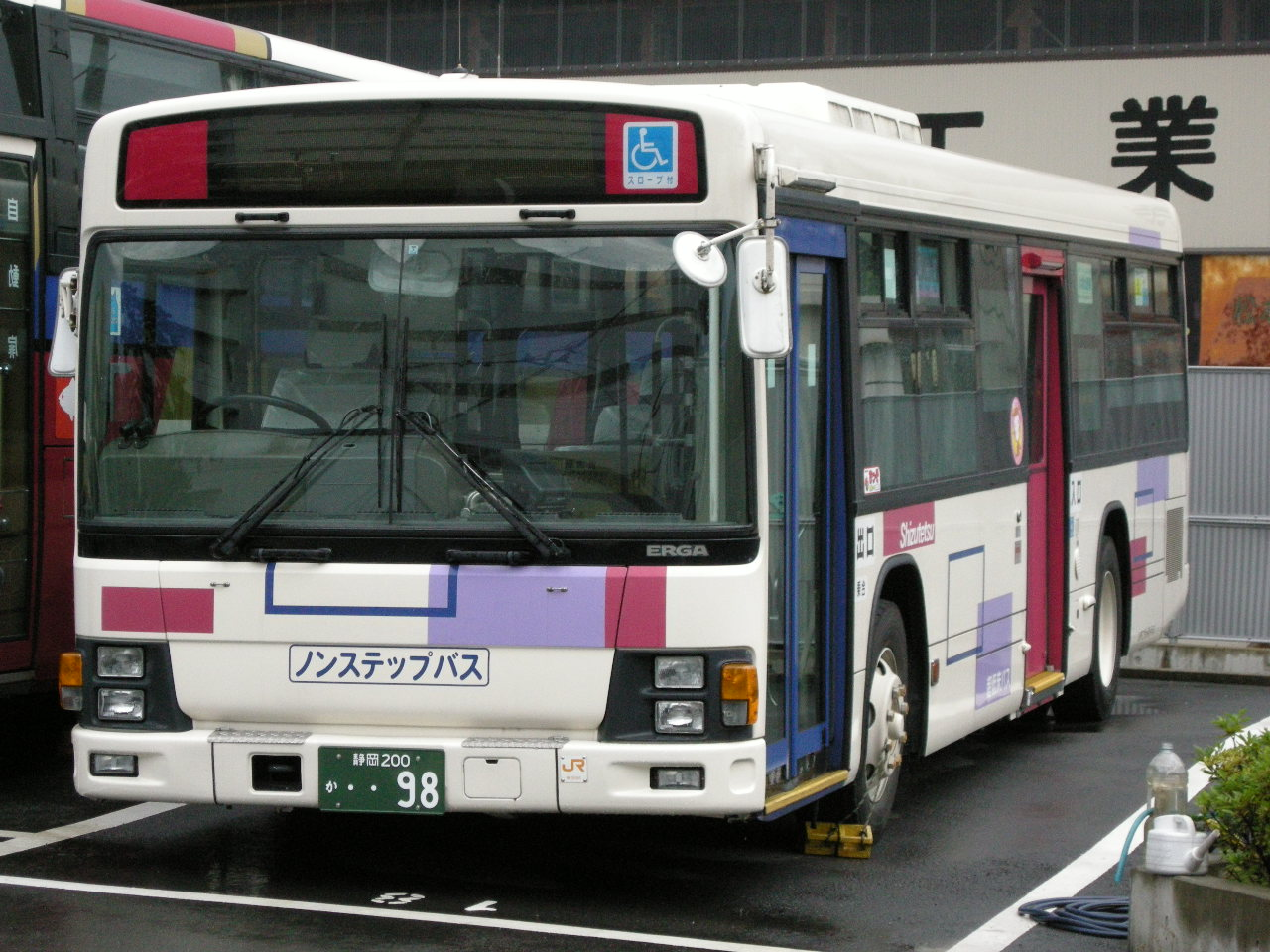
岡部営業所に所属する元藤枝営業所のノンステップ車がまとう塗装で、通称「藤枝カラー」。
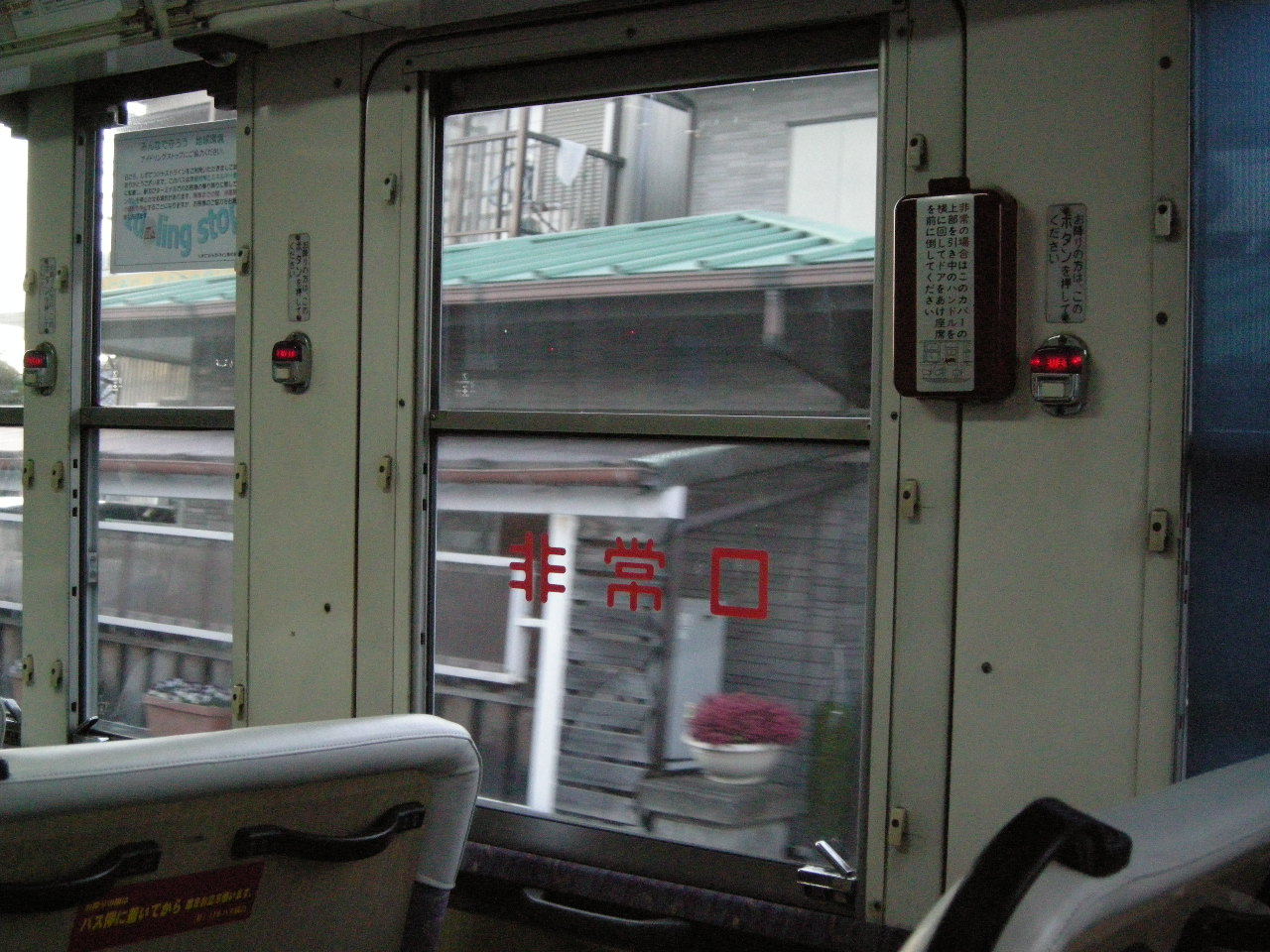
一部の車両は、非常口部分の窓が開閉できる仕様となっている。

## 加盟団体
下記の加盟団体に加盟している（50音順）
- ILove静岡協議会[36]
- 麻機遊水地保全活用推進協議会[37]
- 一般社団法人 静岡県バス協会[38]
- 公益社団法人 日本バス協会[39]

## グループ会社
- 交通
  - 静岡鉄道株式会社(親会社)
  - しずてつジャストライン株式会社
  - 掛川バスサービス株式会社
  - 秋葉バスサービス株式会社
  - 静鉄ジョイステップバス株式会社
  - 静鉄タクシー株式会社
  - 駿遠運送株式会社
  - 磐田運送株式会社（駿遠運送の子会社[40]）
- 流通
  - 株式会社静鉄ストア
  - 株式会社静鉄リテイリング（ファミリーマートとのフランチャイズ締結）
- 自動車販売
  - トヨタユナイテッド静岡株式会社
  - トヨタユナイテッド静岡サービス株式会社
  - 株式会社トヨタレンタリース静岡
  - 東海自動車工業株式会社
- 不動産
  - 静鉄プロパティマネジメント株式会社
  - 静鉄ホームズ株式会社
- レジャー・サービス
  - 静波リゾート開発株式会社
  - 株式会社藤枝ゴルフクラブ
  - 株式会社静鉄アド・パートナーズ（総合広告）
  - 静鉄保険サービス株式会社
  - 株式会社静鉄情報センター
  - 株式会社静鉄自動車学校
  - 株式会社しずてつソーサレア
- 建設
  - 静鉄建設株式会社
  - エコライン株式会社